# Lindsay Riches
Lindsay Gordon Riches, CMG, CStJ (* 18. Februar 1904 in Mundulla, Tatiara District Council, South Australia; † 7. Juni 1972) war ein australischer Politiker der Australian Labor Party (ALP), der unter anderem von 1933 bis 1970 Mitglied sowie zwischen 1965 und 1968 Sprecher des South Australian House of Assembly war.

## Leben
Lindsay Gordon Riches, Sohn von F. W. Riches, war nach dem Besuch der Bordertown Public School von 1917 bis 1924 sieben Jahre lang als Setzer bei der dortigen Wochenzeitung The Border Chronicle von Donald Campbell, der zwischen 1906 und 1912 ebenfalls für die Labor Party Mitglied des House of Assembly war. 1924 ging er nach Port Augusta City und arbeitete dort für die 1914 gegründete Wochenzeitung The Transcontinental, deren Chefredakteur und Herausgeber er 1927 wurde.
Bei der Wahl am 8. April 1933 wurde Riches für die Labor Party als Nachfolger seines Parteifreundes Thomas Butterfield im damaligen Zwei-Personen-Wahlkreis Newcastle erstmals zum Mitglied des South Australian House of Assembly gewählt, des Unterhauses des Parlaments von South Australia, und vertrat diesen Wahlkreis bis zu dessen Auflösung am 22. Februar 1938. Zugleich wurde er 1936 Nachfolger von James Beerworth als Bürgermeister von Port Augusta City und hatte diesen Posten 34 Jahre lang bis zu seiner Ablösung durch W. I. C. Howard 1970. Am 23. Februar 1938 wurde er für die ALP im neu geschaffenen Wahlkreis Stuart wieder zum Mitglied der Legislativversammlung gewählt und vertrat diesen Wahlkreis bis zum 29. Mai 1970, nachdem er aus gesundheitlichen Gründen auf eine erneute Kandidatur bei der Wahl am 30. Mai 1970 verzichtet hatte. Bei dieser Wahl wurde dann sein Parteifreund Gavin Keneally zum neuen Abgeordneten dieses Wahlkreises gewählt.
Nach dem Sieg der ALP bei der Wahl am 6. März 1965 wurde Lindsay Riches am 13. Mai 1965 als Speaker zum Sprecher des House of Assembly gewählt und trat damit die Nachfolge des Parteilosen Tom Stott an. Er bekleidete das Amt des Parlamentspräsidenten bis zum 15. April 1968, woraufhin Tom Stott am darauf folgenden 16. April 1968 zum zweiten Mal Sprecher wurde. Für seine Verdienste als Sprecher der Legislativversammlung wurde er am 1. Januar 1967 zum Companion des Order of St Michael and St George (CMG) ernannt. Am 8. Januar 1970 wurde er zudem Commander des Order of Saint John (CStJ) ernannt.
Aus seiner 1933 geschlossenen Ehe mit Evelyn Frances Higginson gingen ein Sohn und zwei Töchter hervor.

## Hintergrundliteratur
- Parliament of South Australia: Statistical Record of the Legislature 1836–2007 (Memento vom 11. März 2019 im Internet Archive)
- Robert Martin: Responsible Government in South Australia, Band 2, Wakefield Press, 2009, ISBN 978-1-86254-844-2, S. 83 f. (Onlineversion (Auszug))